# Pietro Accolti

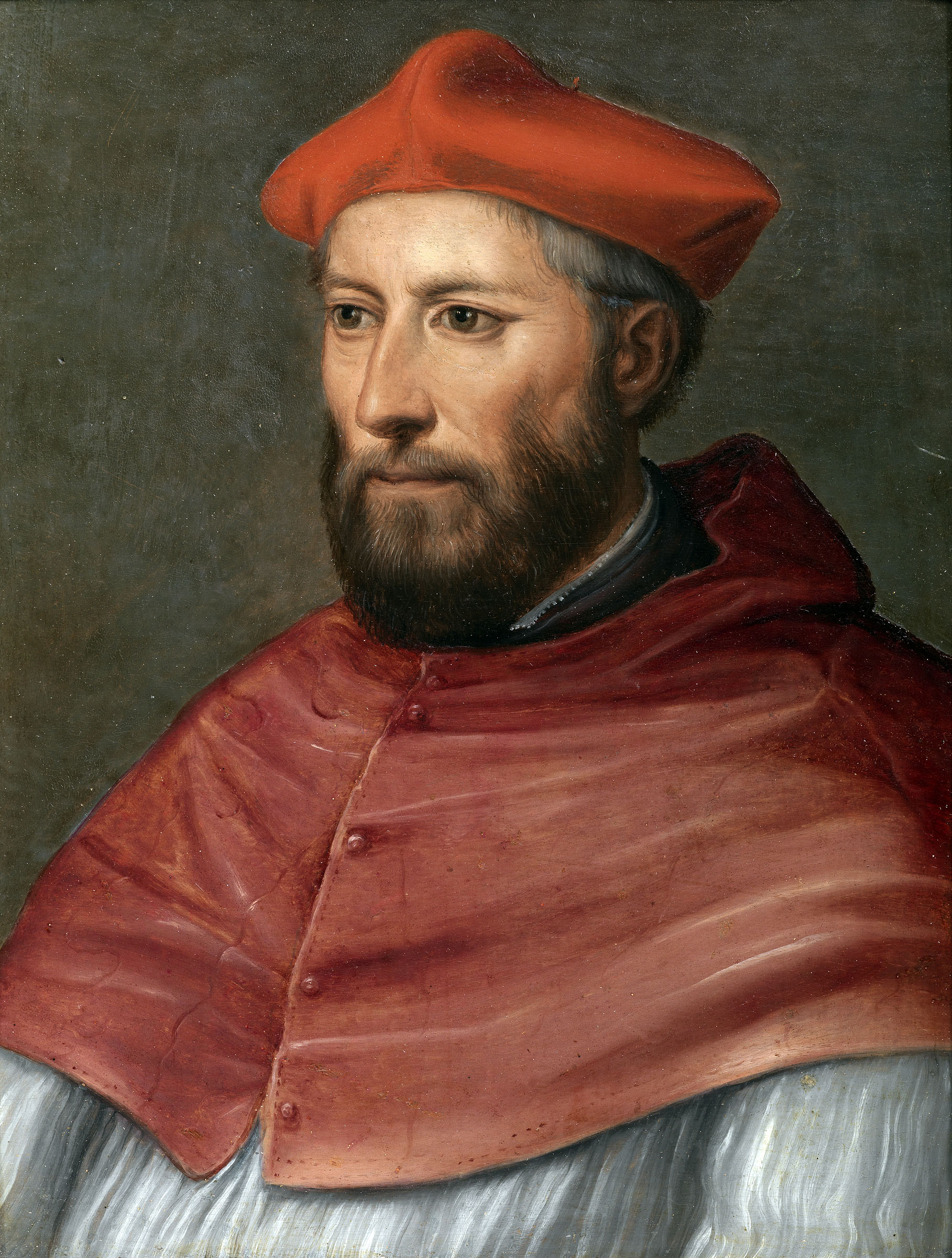
Kardinal Pietro Accolti (Porträt von Baldassare Peruzzi, 16. Jh.)

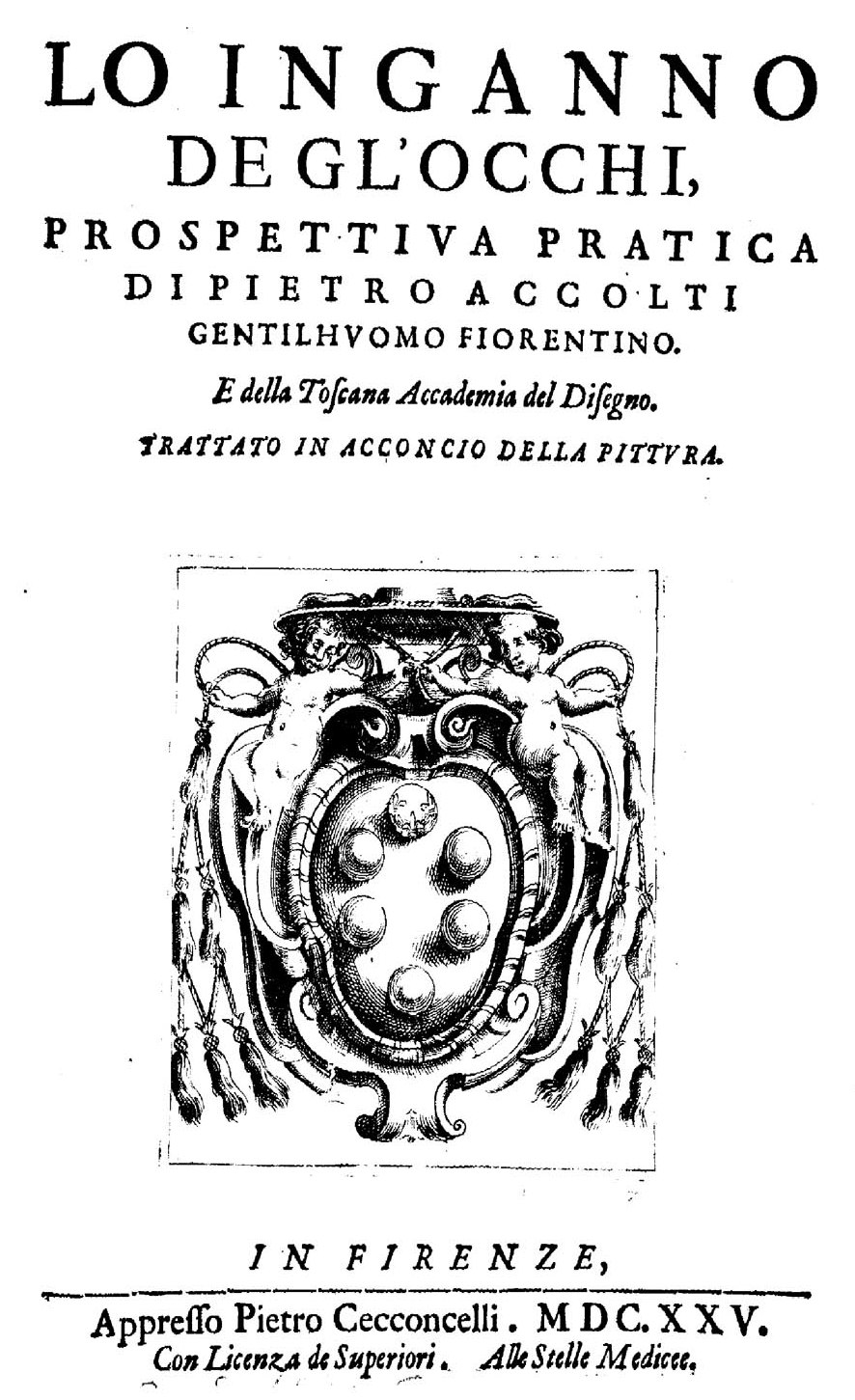
Schrift mit dem Wappen des Kardinals (Druck von 1625)

Pietro Accolti (* 15. März 1455 in Florenz; † 11. Dezember 1532 in Rom) war ein italienischer Geistlicher und Kardinal der katholischen Kirche. Er war Mitglied der römischen Kurie und Bischof von Ancona. Pietro Accolti wird auch als Kardinal von Ancona bezeichnet; sein Name wird auch mit Petrus de Accoltis de Aretio wiedergegeben.

## Leben
Er war das vierte von acht Kindern von Benedetto Accolti dem Älteren, einem Patrizier aus Arezzo und Bürger von Florenz, und dessen Ehefrau Laura Federighi, einer Florentinerin. Nach einem Studium der Rechte an der Universität Pisa wurde er Professor für Recht an ebendieser Universität sowie an der Universität Bologna. Später ging er nach Rom, um an der römischen Kurie zu arbeiten. 1494 wurde er Auditor an der Rota Romana. Von 1502 bis 1521 war er Kämmerer des Kathedralkapitels von Cambrai. Am 4. April 1505 wurde er zum Bischof von Ancona bestellt, auf dieses Bistum verzichtete er am 5. April 1514. 1510 war er Generalvikar für die Stadt Rom und 1511 Nuntius in Florenz.
Papst Julius II. erhob Accolti am 10. März 1511 in seinem siebten Konsistorium zum Kardinal, ernannte ihn zum Kardinalpriester und verlieh ihm am 17. März desselben Jahres die Titelkirche Sant’Eusebio. 1511 wurde er zudem Administrator von Maillezais und blieb dies bis zum 10. März 1518. Am 6. Juni 1511 wurde er zum Administrator von Cádiz bestellt, diese Position hatte er bis zum 24. Juli 1521 inne, als er zugunsten seines Neffen Benedetto Accolti darauf verzichtete. Er war Teilnehmer am Konklave 1513, bei dem Leo X. zum Papst gewählt wurde. Vom 10. März 1518 bis zum 8. September 1523 war er Administrator von Arras. Accolti gilt als federführender Abbreviator bei der Abfassung der päpstlichen Bulle Exsurge Domine gegen Martin Luther (15. Juni 1520). Pietro Accolti nahm am Konklave 1521–1522 teil, aus dem Hadrian VI. als Papst hervorging. Ferner war er unter den wahlberechtigten Kardinälen beim Konklave 1523, das Clemens VII. zum Papst wählte. Am 8. Dezember 1523 wurde er zum Kardinalbischof von Albano erhoben, behielt aber seine Titelkirche Sant’Eusebio bis zum 5. Mai 1527 in commendam. Er wechselte am 20. Mai 1524 auf den suburbikarischen Bischofssitz von Palestrina, tauschte dieses aber bereits drei Wochen später gegen das Bistum Sabina ein. Vom 15. Juni 1524 bis zum August desselben Jahres war er Administrator von Ravenna, auch hierauf verzichtete er zugunsten seines Neffen Benedetto Accolti. Am 18. August 1524 wurde er zum Administrator von Cremona bestellt, wiederum verzichtete er im Laufe des Jahres 1528 zugunsten seines Neffen, der 1527 ebenfalls Kardinal geworden war.
Pietro Accolti starb in Rom und wurde in der dortigen Kirche Santa Maria del Popolo beigesetzt.